# Oratorio di Santa Croce (Sorso)
L'oratorio di Santa Croce è un luogo di culto cattolico di Sorso (SS).
Santa Croce è una chiesa tardogotica caratterizzata dell'abside quadrangolare voltata a crociera costolonata, più bassa e stretta dell'aula, collegata con due altri ambienti, anch'essi originariamente voltati a crociera, la sacrestia e l'antisacrestia. Altri elementi caratterizzanti sono il portale a sesto acuto con la cornice polistila, che ricorda l'antico portale dell'impianto originario di San Donato di Sassari, i doccioni, i contrafforti ecc.

## L'impianto
I documenti più antichi in cui è citato l'oratorio sono la trascrizione dei resoconti delle visite pastorali, compiute il 26 febbraio 1553 ed il 16 novembre 1555 dall'arcivescovo di Sassari Salvatore Alepus.

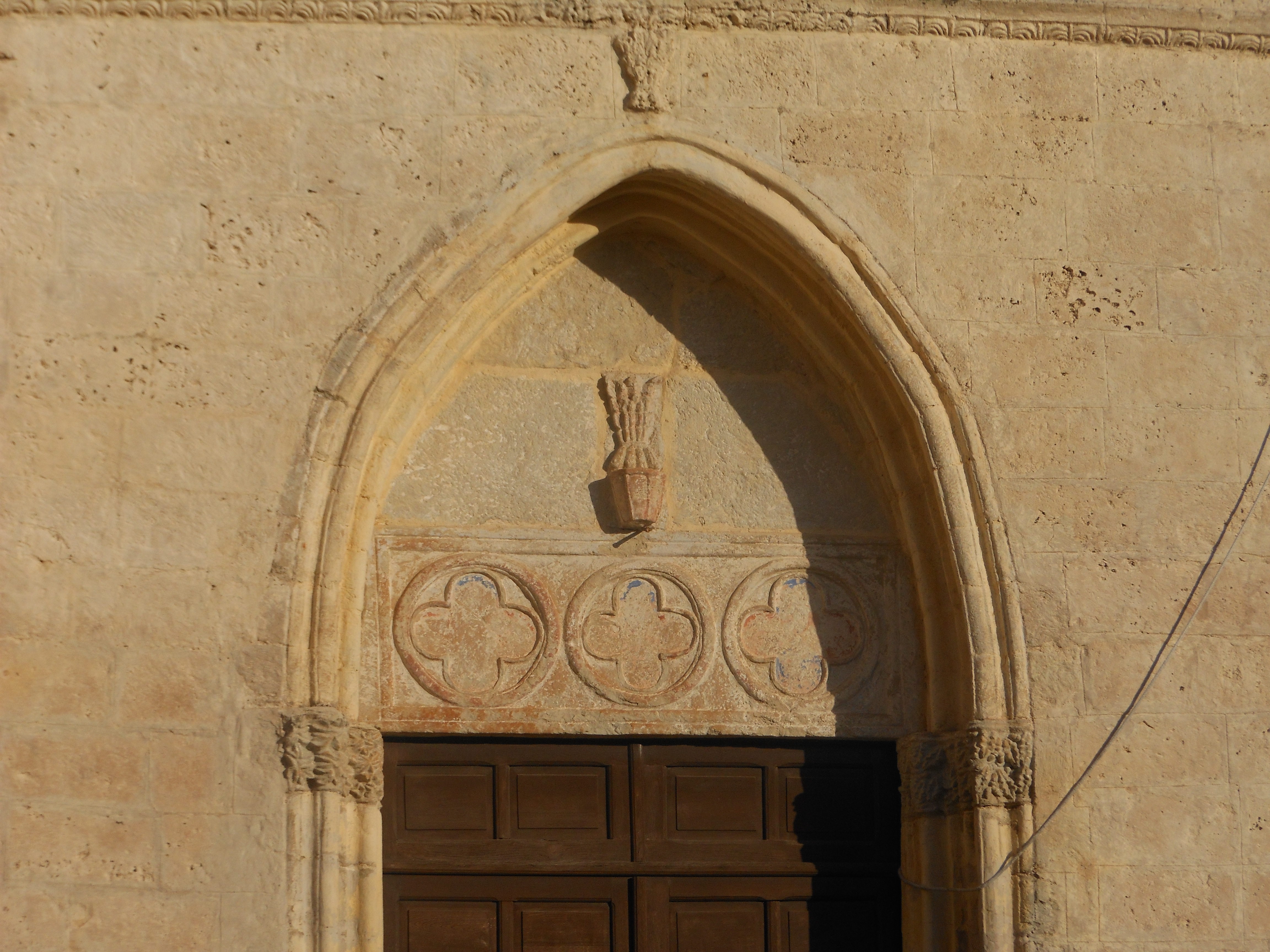

Gli archeologi che, nel 1999, hanno eseguito degli scavi nell'area del presbiterio, individuano l'epoca d'impianto dell'oratorio, intorno alla metà del XVI secolo.

## Interventi di ristrutturazione
A parte la struttura del presbiterio, che è rimasta immutata, in epoche successive furono realizzati alcuni interventi di ristrutturazuone di alcune parti dell'edificio. Probabilmente i lavori furono eseguiti, in diverse fasi, in un'epoca compresa fra il XVII ed il XVIII secolo e comunque anteriore al 1839.
Un importante intervento fu quello relativo alla demolizione e ricostruzione delle volte della sacrestia e dell'antisacrestia, che in origine erano a crociera, di tali strutture sono ancora visibili le tracce (in particolare i peducci e frammenti dei costoloni). Probabilmente a causa della loro instabilità, le volte a crociera, furono demolite e sostituite con le attuali volte a botte.
Un altro intervento, certamente più recente, fu quello della sostituzione della copertura lignea della navata, con le attuali volte. La prima volta che realizzarono fu quella della campata vicina alla facciata; e, per reggere il peso della nuova struttura, incrementarono la sezione dei muri, fino a murare i preesistenti nicchioni. Nelle restanti campate, per alleggerire il peso della copertura e per consentire la finestratura, fu adottata la volta a botte lunettata.